# Julij Głowacki
Julij Głowacki (tudi Julij Ivan Głowacki), v Sloveniji delujoči naravoslovec poljskega rodu, * 18. junij 1846, Idrija, † 18. maj 1915, Gradec.

## Življenje in delo
Rodil se je v družini nižjega rudniškega uradnika. Ljudsko šolo je obiskoval v rojstnem kraju, šel leta 1857 na gimnazijo v Ljubljano, kjer je 1865 maturiral in nato študiral prirodopis, matematiko in fiziko na graški in dunajski univerzi. Še preden je končal študij je že učil na goriški realki (1870/1871) in bil nato dve leti suplent na učiteljišču. Leta 1873 je odšel za suplenta na I. državno gimnazijo v Gradec, kjer je ostal do 1875, ko je opravil strokovne izpite iz prirodopisa kot glavnega predmeta ter fizike in matematike kot stranskih predmetov, kasneje pa še izpit iz slovenskega učnega jezika. Prvo mesto srednješolskega profesorja je dobil na Ptuju in tu poučeval 10 let, ko se je 1885 preselil v Leoben kjer je ostal do 1895, ko je bil nastavljen za vodjo slovensko-nemškega oddelka na celjski gimnaziji. Po štirih letih je odšel za ravnatelja gimnazije v Maribor in jo uspešno vodil polnih 12 let. Leta 1911 je stopil v pokoj in se še isto leto preselil v Gradec.
Zanimanje za rastline je prinesel že iz gimnazije, povečal pa mu ga je profesor Reichard na Dunaju. Proučeval je sistematiko in razširjenost nižjih rastlin, predvsem lišajev in mahov. Njegove razprave o mahovih Pohorja, Julijskih in Kamniško-Savinjskih Alp ter kraških in obmorskih pokrajin so temelj poznavanja nauka o mahovih v Sloveniji. Raziskoval je tudi po Istri, Dalmaciji, Bosni in Hercegovini in Črni gori ter avstrijski Koroški in Štajerski. Odkril in zapisal je več novih toksinov gliv, lišajev in mahov. Zasnoval je prvi ključ za določanje cvetnic in praprotnic. Napisal je Flora slovenskih dežel I-II (1912, 1913; nedokončano) ter objavil članke o ribah v porečju Drave (1895), Save in Soče (1896). 